# Halo circunscrito

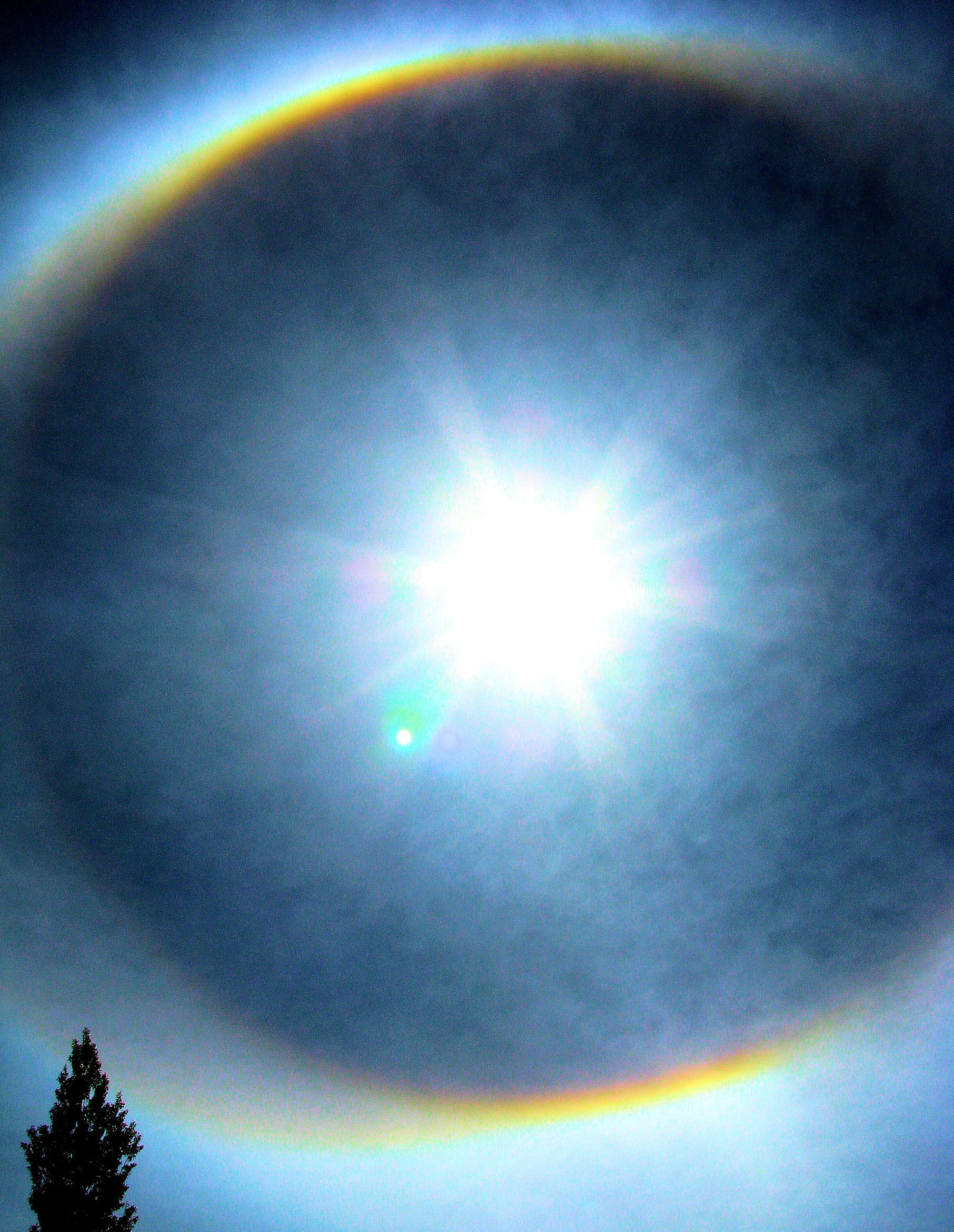
Un halo circunscrito (anillo exterior) junto con un halo de 22° (anillo interior).

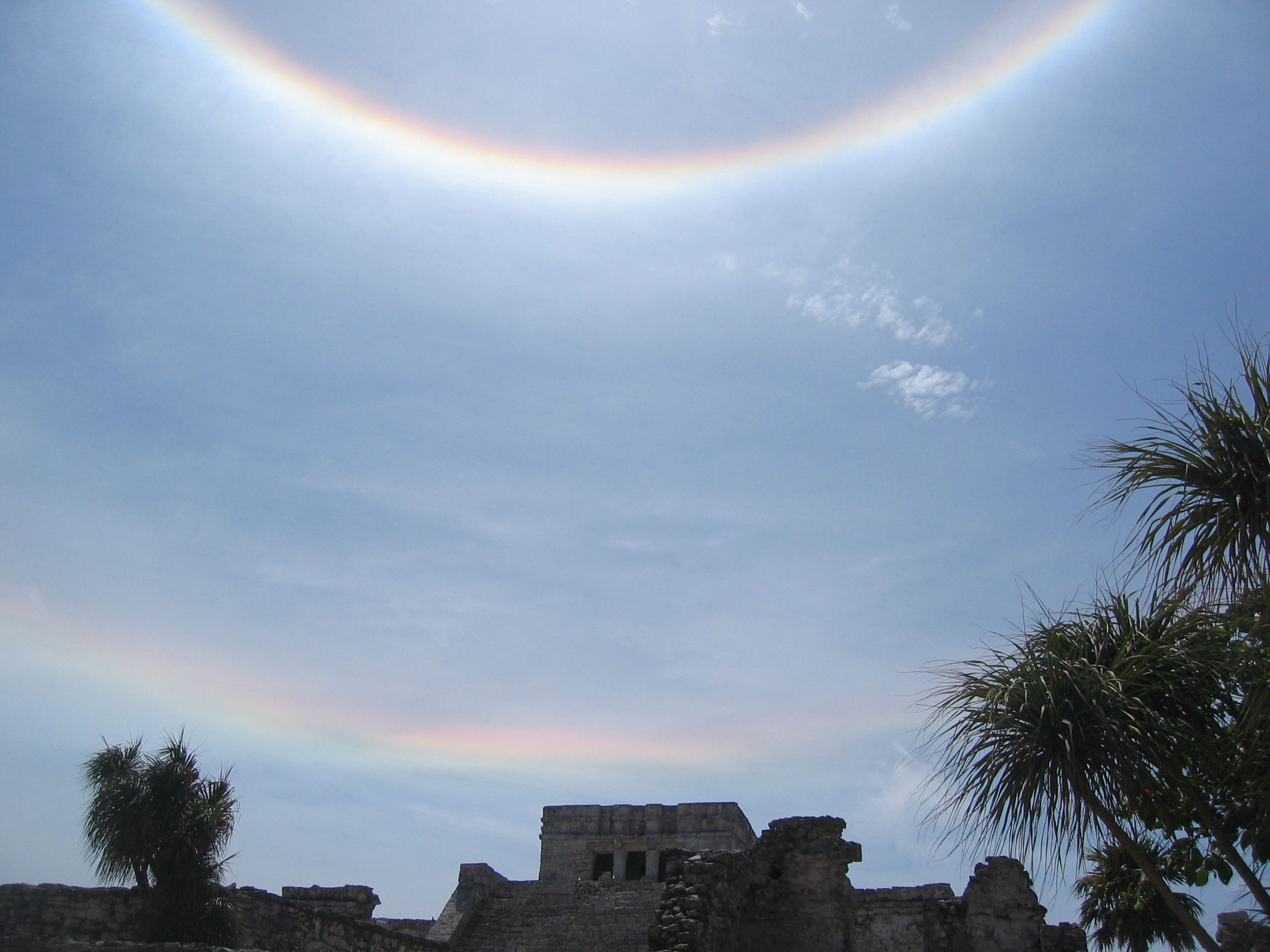
Un halo circunscrito (arriba) junto con un arco circunhorizontal (abajo)

Un halo circunscrito es un tipo de halo, un fenómeno óptico que aparece como un anillo ovalado que circunscribe el halo de 22° centrado en el Sol o la Luna.Cuando el Sol se eleva a más de 70°, este halo puede prácticamente cubrir al de 22°.Al igual que otros halos, su borde interior, más cercano al Sol o la Luna, presenta un ligero tono rojizo, mientras que el borde exterior tiende a ser azulado.
La forma del halo circunscrito varía considerablemente según la altura del Sol o la Luna sobre el horizonte.Sus puntos superior e inferior, que se encuentran directamente sobre y debajo del Sol o la Luna, siempre son tangentes al halo de 22°, pero los lados izquierdo y derecho cambian con la elevación. Cuando el Sol o la Luna están entre aproximadamente 35° y 50° de altura, los lados del halo forman dos lóbulos bien definidos que se extienden hacia abajo, más allá del halo de 22°. A medida que la elevación aumenta entre aproximadamente 50° y 70°, estos lóbulos se reducen gradualmente hasta que el halo adquiere una forma más ovalada. Cuando la altura del Sol o la Luna supera los 70°, el halo circunscrito se aproxima a un círculo, volviéndose casi indistinguible del halo de 22°, salvo por sus colores más vivos. Finalmente, cuando el Sol o la Luna están a unos 35° de elevación, el halo circunscrito se separa en dos partes: el arco tangente superior y el arco tangente inferior.